# Dětřich I. (zábrdovický opat)
Dětřich I. (opat) OPraem. byl římskokatolický kněz, premonstrátský kanovník a v letech 1238–1243 opat kanonie v Zábrdovicích.
Opatem v Zábrdovicích byl pět let. V této době procházel klášter finanční krizí způsobenou stavbou nového konventního chrámu a zejména vpádem Tatarů na Moravu. Těm se sice nepodařilo proniknout do Brna, ale při loupežích a pustošení brněnského okolí vyloupili rovněž zábrdovický klášter.